# Свети Безсребреници (Сервия)
„Свети Безсребреници Козма и Дамян“ (на гръцки: Ναός Αγίων Αναργύρων Σερβίων) е средновековна православна църква в южномакедонския град Сервия, Егейска Македония, Гърция.
Храмът е изграден близо до северната порта, извън северозападните стени на Сервийската крепост. Датира от XI – XII век. Представлява елегантна еднокорабна църква с правоъгълна апсида, украсена с керамопластика.
Стенописите на храма според надписа датират от 1510 година. Фреските са на двама художници, като единият, на когото са по-голямата част от стенописите, принадлежи към Костурската школа. На втория художник са стенописите на северната стена като изкуството му се отличава с типичните за периода антикласически тенденции. В нишата е запазена и част от оригиналните стенописи от XI – XII век.
Църквата и стенописите са реставрирани от 1966 до 2000 година.
- Стенописи в храма
- Стенописи и надписът в църквата
- Западната стена
- Източната стена